# Родина (полиграфически комплекс)
ИПК „Родина“ е сграда от 2 крила, строена активно от 1987 – 1990 г., и чието 17 етажно крило е разрушено през 2020 г. Теренът се намира до Цариградско шосе и е собственост на „Изток плаза Инвест“. На място на разрушената сграда се предвижда да бъде построена друга висока сграда.
Преди „Изток плаза Инвест“, сградата е била закупена на търг през 2012 г. за 20 млн. лева без ДДС от фирма „ИПК Родина“ АД. Съгласно решението на Министерския съвет за приватизацията купувачът е трябвало да завърши и въведе в експлоатация сградата, или да разруши и разчисти терена в едногодишен срок от датата на подписването на договора.
През 2018 г.  собствеността на „ИПК Родина“ АД е изкупена от „Изток плаза“ за 40 млн. лв. заедно с „Родина тауър“ ЕООД. Допълнително към заемаща терен от 15 дка плюс на ИПК „Родина“ са изкупени и близо 41 дка земя в задната част до имота, с намиращите се там няколко стари сгради, вкл. и бившата печатница на комплекса. Според закона за устройство на София на този терен могат да се вдигнат градежи с височина до 75 м и с плътност на застрояването 60 на сто.
Проектът е предвиждал басейн в една от сградите, подземни гаражи, и поне 600 помещения за редакциите на всички издания на ЦК на БКП. Затова и по-ниската сграда е проектирана във формата на разтворена книга или на разтворен вестник.